# Mezinárodní desetinné třídění

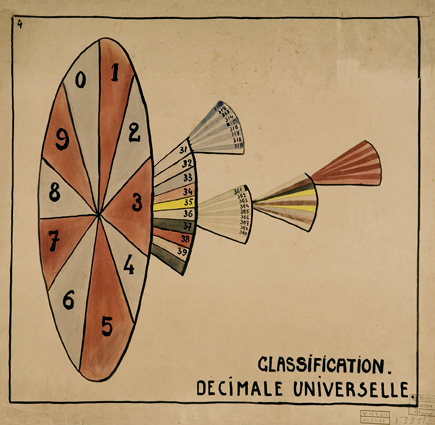
Diagram ilustrující rozdělení informací dle Mezinárodního desetinného třídění.

Mezinárodní desetinné třídění (MDT, anglicky Universal Decimal Classification, francouzsky Classification décimale universelle, německy Universelle Dezimalklassifikation) je univerzální, mezinárodně srozumitelný klasifikační jazyk, který slouží k indexování a vyhledávání věcných informací o dokumentech, jejich částech, případně k indexování a vyhledávání jednotlivých informací v dokumentech obsažených. Je charakterizováno jako kombinace třídění hierarchického a fasetového typu, jeho předností je univerzálnost a flexibilita.
MDT vytvořili na začátku 20. století dva belgičtí právníci Paul Otlet a Henri la Fontaine, při jeho tvorbě vycházeli z Deweyho desetinného třídění. V dnešní době za vývoj MDT zodpovídá Konsorcium pro Mezinárodní desetinné třídění v Haagu. Ostatní jazyky nazývají v převážné míře MDT jako „univerzální desetinné třídění“, jak jej pojmenovali i Paul Otlet a Henri la Fontaine.
Užívání MDT v Československé a České republice upravovala norma ČSN 01 0180 Mezinárodní desetinné třídění (MDT). Výběr nejdůležitějších znaků vydaná 1. 6. 1985, účinná od 1. 9. 1985, jejíž platnost byla ukončena 1. 2. 2003.
Ve druhé polovině roku 2015 byla spuštěna nová verze elektronického přístupu k české verzi MDT.

## Struktura
Základní třídění do hlavních kategorií:
| 0 | Všeobecnosti, informatika |
| 1 | Filozofie, psychologie, morálka |
| 2 | Náboženství |
| 3 | Společenské vědy, sociologie, statistika, demografie, politika, ekonomické vědy, právo, správa, sociální péče, vzdělávání, národopis |
| 4 | Neobsazena |
| 5 | Přírodní vědy |
| 6 | Lékařství, užité vědy, technika, zemědělství, průmysl, doprava                                                                       |
| 7 | Umění, zábava, sport |
| 8 | Jazykověda, literatura, písemnictví                                                                                                  |
| 9 | Archeologie, geografie, historie, životopisy                                                                                         |